# Crambus acyperas
Crambus acyperas là một loài bướm đêm trong họ Crambidae.